# El Empalme (Panama)
Pour les articles homonymes, voir El Empalme.
El Empalme est un corregimiento situé dans le district de Changuinola, province de Bocas del Toro, au Panama. En 2010, la localité comptait 18 653 habitants.